# Charvarius Ward
Charvarius Ward (McComb, 16 maggio 1996) è un giocatore di football americano statunitense che milita nel ruolo di cornerback per gli Indianapolis Colts della National Football League (NFL).

## Carriera

### Dallas Cowboys
Dopo non essere stato scelto nel Draft NFL 2018, Ward firmò con i Dallas Cowboys un contratto triennale del valore di 1,71 milioni di dollari.

### Kansas City Chiefs
Il 30 agosto 2018, i Kansas City Chiefs scambiarono la offensive guard Parker Ehinger con i Dallas Cowboys per Ward. Il capo-allenatore Andy Reid nominò Ward quinto cornerback nelle gerarchie della squadra dietro a Steven Nelson, Kendall Fuller, Orlando Scandrick e Tremon Smith.
Il 1º ottobre 2018, Ward debuttò come professionista mettendo a segno 3 tackle nella vittoria per 27-23 sui Denver Broncos del terzo turno. Il 23 dicembre disputò la prima gara come titolare dopo che Kendall Fuller si infortunò a un pollice. Fece registrare 8 tackle e un passaggio deviato nella sconfitta dei Chiefs per 38-31 contro i Seattle Seahawks nella settimana 16. La sua stagione da rookie si concluse con 30 tackle e 3 passaggi deviati in 13 presenze, di cui 2 come titolare and three pass deflections in 13 games and two starts. Il 12 gennaio, 2019, Ward partì come titolare nei playoff facendo registrare 4 tackle e 4 passaggi deviati nella vittoria per 31–13 sugli Indianapolis Colts nel Divisional Round. La settimana seguente totalizzò 7 tackle nella sconfitta nella finale di conference contro i New England Patriots in the AFC Championship Game.
L'allenatore Andy Reid nominò Ward e Bashaud Breeland i cornerback titolari per la stagione regolare 2019. Il 15 settembre Ward mise a segno il primo intercetto in carriera nella vittoria per 28-10 sugli Oakland Raiders ai danni di Derek Carr. Il secondo lo fece registrare contro gli Houston Texans, ricevendo un passaggio destinato a DeAndre Hopkins. La sua stagione regolare si chiuse con 74 tackle disputando tutte le 16 partite come titolare. Il 2 febbraio 2020 partì come cornerback sinistro titolare nel Super Bowl LIV contro i San Francisco 49ers che i Chiefs vinsero per 31-20, conquistando il primo titolo dopo cinquant'anni.

### San Francisco 49ers
Il 14 marzo 2022 Ward firmò con i San Francisco 49ers un contratto triennale del valore di 40,5 milioni di dollari. Nel 2023 fu convocato per il suo primo Pro Bowl e inserito nel Second-team All-Pro dopo essersi classificato quarto nella NFL con 5 intercetti e avere guidato la lega con 23 passaggi deviati. I 49ers giunsero fino al Super Bowl LVIII, dove furono sconfitti ai tempi supplementari dai Chiefs. Nella finalissima mise a segno 4 placcaggi.

### Indianapolis Colts
Il 10 marzo 2025 Ward firmò con gli Indianapolis Colts un contratto triennale del valore di 60 milioni di dollari.

## Palmarès

### Frannchigia
- Super Bowl : 1

Kansas City Chiefs: LIV
- American Football Conference Championship: 2

Kansas City Chiefs: 2019, 2020
- National Football Conference Championship: 1

San Francisco 49ers: 2023

### Individuale
- Convocazioni al Pro Bowl: 1

2023
- Second-team All-Pro: 1

2023